# Martin Becker (Schauspieler)
Martin Becker (* 1973) ist ein deutscher Theater- und Filmschauspieler.

## Leben
Martin Becker studierte von 1997 bis 2001 an der Folkwang-Hochschule in Essen Kunst und darauf an der Ruhr-Universität Bochum. Er spricht neben englisch und französisch auch etwas italienisch.
Bekannt wurde der 1,83 m große, braunhaarige Becker dem Fernsehpublikum durch die ARD Telenovela Rote Rosen, bei der er im Jahr 2009 den Juwelier Krone junior spielte. Diesen spielte er 58 Mal von Folge 592 bis 650. Im Jahr 2009 spielte Becker unter vielen anderen Arrangements einen Autointeressenten in der Fernsehwerbung von Volkswagen, die das so genannte „All-in-clusive“-Paket bewirbt.
Becker stand im September 2009 als Lank Hawkins in der Aufführung Crazy for You von Olaf Strieb im Theater Bielefeld neben Jens Janke (Der Schuh des Manitu) und Karin Seyfried (Elisabeth) auf der Bühne. Von 2009 bis 2010 gehörte er bei Rote Rosen als Krone jr. für 117 Folgen zum Hauptcast.
Martin Becker lebt zurzeit in Berlin.

## Filmografie (Auswahl)
- 2007: R.I.S. – Die Sprache der Toten (Fernsehserie, Folge Die nackte Wahrheit)
- 2008: Die Pfefferkörner (Fernsehserie, Folge Der Fluch der schwarzen Madonna)
- 2008: GSG 9 – Ihr Einsatz ist ihr Leben (Fernsehserie, Folge Hochspannung (2))
- 2008: SOKO Köln (Fernsehserie, Folge Zimmer mit Leiche)
- 2009–2010: Rote Rosen (Fernsehserie, 140 Folgen)
- 2009: Ein Fall für zwei (Fernsehserie, zwei Folgen)
- 2009: In aller Freundschaft (Fernsehserie, Folge Unruhige Zeiten)
- 2009: SOKO Leipzig (Fernsehserie, verschiedene Rollen)
- 2009: Gangs
- 2009: SOKO Wismar (Fernsehserie, Folge Betty und die Brüder)
- 2010: Hochzeitsreise zu viert
- 2010: Unser Charly (Fernsehserie, Folge Herr im Haus)
- 2011: Eine halbe Ewigkeit (Fernsehfilm)
- 2012: Wolff – Kampf im Revier (Fernsehfilm)
- 2015: In aller Freundschaft – Die jungen Ärzte (Fernsehserie, Folge Auf Herz und Nieren)

## Theaterengagements (Auswahl)
- 2000: Kuss der Spinnenfrau – Rolle: Valentin – Theater St. Gallen – Regie: Peter Zeug
- 2001: Schwejk! – Uraufführung Theater des Westens Berlin – Regie: Prof. Elmar Ottenthal
- 2003: Ein Sommernachtstraum – Rolle: Lysander – Gandersheimer Domfestspiele – Regie: Alfred Sieling
- 2003: Romeo und Julia – Rolle: Benvolio – Grenzlandtheater Aachen – Regie: Manfred Langner
- 2005: Kuss der Spinnenfrau – Rolle: Valentin – Theater Halberstadt – Regie: Ricardo Fernando
- 2006–2008: Operation Omega – Veranstaltungsservice Kalter Hund Berlin – Regie: Beate Kurecki
- 2008: Tageszeiten der Liebe – Theaterbar Berlin – Regie: Ina Rudolph
- 2009: Crazy for you – Rolle: Lank Hawkins – Theater Bielefeld – Regie: Olaf Strieb